# Павле Јанковић
Павле Јанковић (1883−1915) био је каменорезац из Љутица (Општина Пожега), син родоначелника народног каменореза на простору јужне подгорине Маљена, Вељка Јанковића.

## Живот
Павле Јанковић био је другорођени син Вељка и Јерине. Имао је четворицу браће – Војислава (који се такође бавио каменорезом), Момчила, Стојана и Радосава. Сви су страдали у Балканским и Првом светском рату.
Био је ожењен и имао два сина. Као војник 4. чете 2. баталиона Х пука учествовао је у Првом светском рату. Након рањавања код Краљева, преминуо је у пожешкој војној болници 14. јануара 1915. године.
Само неколико седмица касније, савладан тифусном грозницом и „од превелике туге” умро му је отац Вељко. На високом обелиску на Јанковића гробљу који је Јерина подигла супругу и синовима, уписано је:
Овде почива
ПАВЛЕ ЈАНКОВИЋ
[борац] 4 чете 2 баталиона Х пука.
Живео је 32. год.
а умро је 14. јануара 1915.
у болници у Пожези.
Спомен подигоше
жена Даринка
и синови Драгослав и Антоније:

## Дело
Павле Јанковић најпре је клесарио заједно са оцем. На крајпуташу на Лазовића брду у селу Скакавци стоји потпис из 1913. године: „Изради Вељко и син Павле из Љутица”. И касније, када се у раду осамосталио, потписивао се као „син Вељка Ја: Павле”.